# Kálmánův filtr
Kálmánův filtr je algoritmus, který z dat, zatížených nepřesnostmi a šumem, odhaduje neznámé hodnoty proměnných. Využívá k tomu nejen naposledy naměřených dat a model systému, ale také vektor údajů o předchozím stavu systému. Kálmánův filtr je široce používaný pro zpracování signálů, navigaci, robotiku a další úlohy.
Nazývá se po matematikovi Rudolfu Kálmánovi, který tuto metodu objevil a rozpracoval.